# Окапина
Окапина је мала, кратка пећина. То је почетни стадијум настанка пећине, са великим отвором и кратким ходником који по правилу није дужи од 50 m. Најчешће су окапине присутне на стрмим странама клисура и кањона, као и на литицама, одсецима кречњачких планина. Положај њиховог отвора је различит. Окапине се ређе јављају у подножју одсека и у нивоу речних корита. Најчешће се јављају високо у одсецима и имају знатну релативну висину те им је приступ врло често тежак, готово и немогућ без одређене опреме. 
Окапине настају крашким процесом, односно ерозијом, када постоји слој од отпорних стена изнад слоја са мекшим, кречњачким стенама. Њихово формирање предиспонирано је пукотинама и повољним нагибом страна при чему је омогућено подливање кишнице. Вода се слива низ литицу и еродира мекше стене, стварајући удубљење. Изнад тог удубљења је слој нееродираних, чврстих стена. Окапине су често и археолошка налазишта прачовека.
Овај крашки облик рељефа јавља се у Источној Србији, на одсецима Сићевачке клисуре, кањона Лазареве долине на Кучају, на јужном одсеку Бељанице, у Горњачкој клисури, на гребенима Великог Крша, Стола, Мироча итд. Типске окапине јављају се на гребенима планина Динарског краса. 
Правим окапинама сматрају се оне које су ван утицаја механичке и хемијске ерозије текућих вода, које су потпуно суве и немају никакве хидрографске функције. У том смислу, у окапине не спадају кратке пећине на врелима подземних речних токова или на понорима понорница.